# 지시평결
지시평결이란 미국 소송법상 개념으로 사실심리에서 제출된 증거로 보아 재판의 승소, 패소가 명백하다고 판단되는 경우에 판사의 지시대로 내려지는 평결이다. 일반적으로 판사는 합리적인 배심원이 다른 결론을 내릴 수 없을 만큼 증거가 한 당사자에게 유리한 경우, 배심원의 사실심리를 종료시키고 판사가 배심원을 지시하여 직접 평결을 내리게 된다. 지시평결은 사건 전체나 일부에 대해 내릴 수 있다.
미국의 형사소송에서 검찰이 기소주장을 마친 후, 피고인은 "무죄" 지시평결을 신청할 수 있으나 검찰은 지시평결을 신청할 권리가 없다. 이는 피고인은 헌법상 기소 내용에 대해 항변할 권리와 배심원에게 재판을 받을 권리가 있고 지시평결은 이를 침해하기 때문이다.

## 참고 문헌
영문 위키백과 번역

## 같이 보기
- 평결불복판결(JNOV, RJMOL)